# Puebla FC

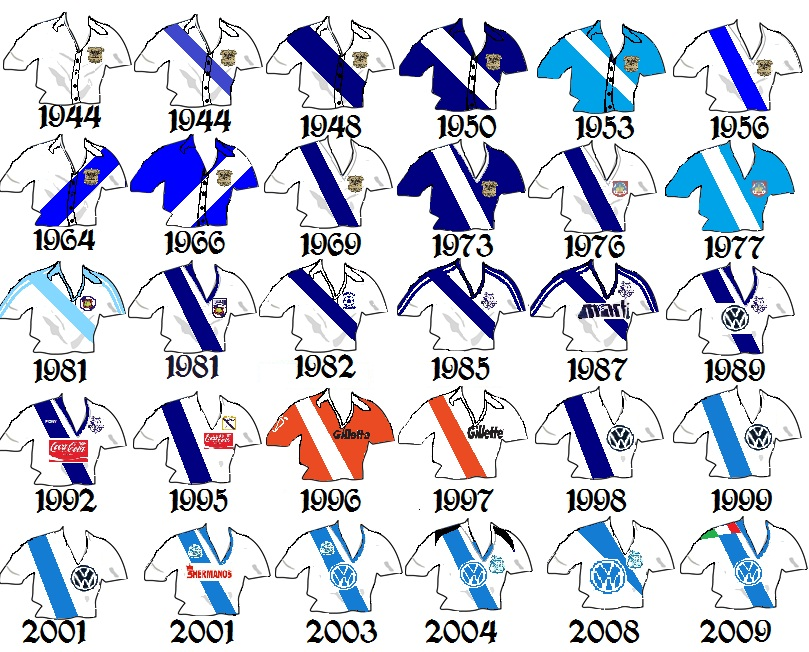
Ontwikkeling van de shirts van de club door de tijd heen

Puebla FC is een Mexicaanse voetbalclub uit Puebla. De club werd twee keer landskampioen en won zelfs de CONCACAF Champions Cup. In 2005 degradeerde de club uit de hoogste klasse en promoveerde in 2007 opnieuw.

## Erelijst
Nationaal
- Primera División

1983, 1990
- Liga de Ascenso

1970, 2007
- Copa México / Copa MX

1945, 1953, 1988, 1990, Clausura 2015
- Supercopa MX

2015
- Campeonísimo

1990
- Campeón de Campeones

1990
- Torneo Cuna Del Futbol Pachuca

2013
Internationaal
- CONCACAF Champions Cup

1991

## Bekende (oud-)spelers
Mexico
- Jorge Campos
- Duilio Davino

Bolivia
- Milton Coimbra

Chili
- Jorge Aravena
- Gustavo Moscoso
- Óscar Rojas

Colombia
- Frankie Oviedo

Ecuador
- Ivan Kaviedes

Guatemala
- Carlos Ruiz

Honduras
- Ramón Núñez

Peru
- Walter Vílchez

Spanje
- Miguel Pardeza
- Pirri
- Juan Manuel Asensi

Uruguay
- Alberto Cardaccio
- Alvaro Gonzalez
- Nicolás Olivera
- Carlos Sánchez
- Robert Siboldi

Venezuela
- Juan Arango

Verenigde Staten
- DaMarcus Beasley